# شهریارک اوآ پو
شهریارک اوآ پو (نام علمی: Pomarea mira) نام یک گونه از سرده شهریارک‌های سیاه است.